# Boston Celtics 1995-1996
La stagione 1995-96 dei Boston Celtics fu la 50ª nella NBA per la franchigia.
I Boston Celtics arrivarono quinti nella Atlantic Division della Eastern Conference con un record di 33-49, non qualificandosi per i play-off.

## Roster
| N° | Naz.                               | Ruolo | Sportivo        | Anno | Alt. | Peso |
| -- | ---------------------------------- | ----- | --------------- | ---- | ---- | ---- |
| 0  | Stati Uniti (bandiera)             | C     | Eric Montross   | 1971 | 213  | 122  |
| 4  | Stati Uniti (bandiera)             | G     | David Wesley    | 1970 | 183  | 86   |
| 5  | Stati Uniti (bandiera)             | A     | Junior Burrough | 1973 | 203  | 110  |
| 7  | Stati Uniti (bandiera)             | G     | Dee Brown       | 1968 | 185  | 73   |
| 9  | Stati Uniti (bandiera)             | GA    | Greg Minor      | 1971 | 198  | 95   |
| 11 | Stati Uniti (bandiera)             | G     | Dana Barros     | 1967 | 180  | 74   |
| 13 | Stati Uniti (bandiera)             | GA    | Todd Day        | 1970 | 198  | 85   |
| 20 | Stati Uniti (bandiera)             | G     | Sherman Douglas | 1966 | 183  | 82   |
| 29 | Stati Uniti (bandiera)             | AC    | Pervis Ellison  | 1967 | 206  | 95   |
| 30 | Stati Uniti (bandiera)             | C     | Thomas Hamilton | 1975 | 218  | 150  |
| 34 | Stati Uniti (bandiera)             | A     | Doug Smith      | 1969 | 208  | 100  |
| 40 | Croazia (bandiera)                 | AC    | Dino Rađa       | 1967 | 211  | 102  |
| 44 | Canada (bandiera)                  | GA    | Rick Fox        | 1969 | 201  | 104  |
| 51 | Isole Vergini Americane (bandiera) | C     | Charles Claxton | 1970 | 213  | 120  |
| 51 | Stati Uniti (bandiera)             | C     | Todd Mundt      | 1970 | 213  | 113  |
| 53 | Stati Uniti (bandiera)             | C     | Alton Lister    | 1958 | 213  | 109  |
| 54 | Stati Uniti (bandiera)             | A     | Larry Sykes     | 1973 | 206  | 116  |
| 55 | Stati Uniti (bandiera)             | A     | Eric Williams   | 1972 | 203  | 100  |

## Staff tecnico
- Allenatore: M.L. Carr
- Vice-allenatori: Don Casey, Dennis Johnson, John Kuester
- Preparatore atletico: Ed Lacerte